# Finnar
Finnar (finska: suomalaiset; uttal: [ˈsuo̯mɑlɑi̯set]) är en östersjöfinsk etnisk folkgrupp, som ofta identifierar sig med det finska språket och den finska kulturen. De flesta finnar bor i Finland.
Det bor även finnar, och ättlingar till dessa, utanför Finland, framförallt i Sverige (sverigefinnar och tornedalingar) och USA (amerikafinnar).
Begreppen finne, finländare och finlandssvensk började användas som synonymer i Sverige under 1910-talet, enligt sentida historiker. Idag är finne oftast enbart synonymt med finskspråkiga finländare.

## Indelningar
- Finska folkgrupper utanför Finland
  - Tornedalingar (finska: tornionlaaksolaiset). Sverige.
  - Sverigefinnar (finska: ruotsinsuomalaiset). Sverige.
  - Skogsfinnar (finska: metsäsuomalaiset ). Sverige och Norge.
  - Kväner (finska: kveenit). Norge.
  - Ingermanlandsfinnar (finska: inkerinsuomalaiset). Ryssland.

## Genetik

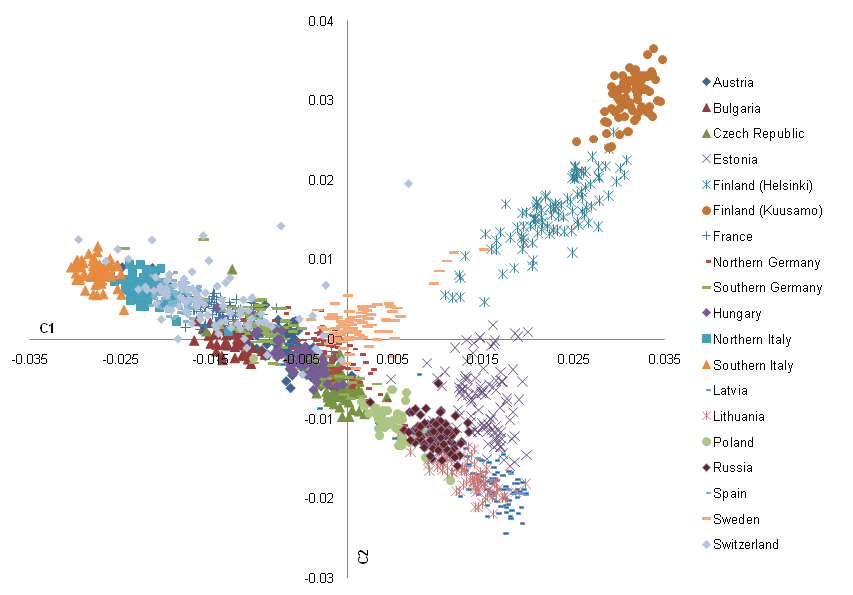
Finnarnas och flera andra européers gener i en principalkomponentanalys.

En majoritet (60 %) av finska män har Y-kromosom haplogrupp N1c, och drygt en fjärdedel (26 %) har I1a, och en minoritet har R1a (6 %) och R1b (5 %). Haplogrupp N har sitt ursprung i Östasien och är en typisk markör för finsk-ugriska folk. Liksom andra finsk-ugriska folk har finnarna en sibirisk komponent i sitt autosomala DNA. Denna komponent utgör cirka 5 till 10 procent av deras DNA; i västra Finland är mängden ofta lägre än i öst. Finnarna har mindre jordbrukare-DNA än skandinaver. Deras gener påminner mest om andra östersjöfinska folk. Finnarna bildar ett kluster med karelerna och vepserna.